# Susan Powell
Susan Jennifer Powell (Nowra, 30 de julio de 1967) es una deportista australiana que compitió en ciclismo adaptado. 
En 2007 sufrió una lesión en la médula espinal que disminuyó el movimiento y la fuerza de su pierna derecha. Forma parte del equipo de ciclismo adaptado australiano desde 2009, año en el que ganó la prueba de contrarreloj en el Campeonato Mundial de Ciclismo Adaptado en Ruta. Participó en los Juegos Paralímpicos de Londres 2012 y obtuvo dos medallas, una de oro en la persecución individual (C4) de ciclismo en pista y una de plata en la contrarreloj individual (C4) de ciclismo en ruta.